# خليفة بن محمد آل خليفة
خليفة بن محمد بن خليفة (1708 - 1783) الحاكم الثاني للبحرين، تولى حكم إمارة الزبارة من 1772-1782.
ولد في الكويت لوالده محمد بن خليفة آل خليفة من زوجته فاطمة بنت صباح آل صباح. رجل تقي وعالم في الفقه الإسلامي والشعر. توفي أثناء أداء مناسك الحج في مكة في 26 نوفمبر 1783 الموافق 1 محرم 1198.

## الأسرة
- عبد الله بن خليفة آل خليفة.
- محمد بن خليفة آل خليفة.
- عبد الرزاق بن خليفة آل خليفة.
- خليفة بن خليفة آل خليفة.